# 90. pehotni polk (Avstro-Ogrska)
Za druge 90. polke glejte 90. polk.
90. pehotni polk (izvirno nemško Infanterie-Regiment Nr. 90; dobesedno slovensko: Pehotni polk št. 90) je bil pehotni polk k.u.k. Heera.

## Poimenovanje
- Galizisches Infanterie Regiment »Edler von Horsetzky« Nr. 90
- Infanterie Regiment Nr. 90 (1915 - 1918)

## Zgodovina
Polk je bil ustanovljen leta 1883. 

### Prva svetovna vojna
Polkovna narodnostna sestava leta 1914 je bila sledeča: 75% Poljakov in 25% drugih. Naborni okraj polka je bil v Jaroslauu, pri čemer so bile polkovne enote garnizirane sledeče: Jaroslau (štab, II. in III. bataljon), Sarajevo (I. bataljon) in Lubaczow (IV. bataljon).
V sklopu t. i. Conradovih reform leta 1918 (od junija naprej) je bilo znižano število polkovnih bataljonov na 3.

## Organizacija
1918 (po reformi)
- 2. bataljon
- 3. bataljon
- 4. bataljon

## Poveljniki polka
- 1908: Raimund Baczyński von Leszkowicz[5]
- 1914: Konrad Prusenowsky[1]